# Conferenza di Spa
La conferenza di Spa fu un incontro tra i membri della Triplice intesa, della Polonia, della Germania e della Cecoslovacchia che ebbe luogo nella città di Spa, in Belgio, tra il 5 luglio ed il 16 luglio 1920, per risolvere la questione aperta dalla guerra polacco-cecoslovacca.
Dopo la conferenza, il 28 luglio 1920 la Slesia di Cieszyn fu divisa tra la Polonia e la Cecoslovacchia, creando quindi Zaolzie e lasciando una consistente minoranza polacca sul lato ceco del confine.